# Воскресение Христово видевше
Воскресение Христо́во ви́девше, воскресная песнь (греч. Ἀνάστασιν Χριστοῦ θεασάμενοι — «[Мы,] Воскресение Христово увидевшие») — православное богослужебное песнопение.

## Текст[1]
| Греческий Ἀνάστασιν Χριστοῦ θεασάμενοι προσκυνήσωμεν ἅγιον Κύριον, Ἰησοῦν τὸν μόνον ἀναμάρτητον. Τὸν Σταυρόν σου Χριστὲ προσκυνοῦμεν, καὶ τὴν ἁγίαν σου Ἀνάστασιν ὑμνοῦμεν καὶ δοξάζομεν· σὺ γὰρ εἶ Θεὸς ἡμῶν, ἐκτός σου ἄλλον οὐκ οἴδαμεν, τὸ ὄνομά σου ὀνομάζομεν. Δεῦτε πάντες οἱ πιστοί, προσκυνήσωμεν τὴν τοῦ Χριστοῦ ἁγίαν Ἀνάστασιν . Ἰδοὺ γὰρ ἦλθε διὰ τοῦ Σταυροῦ, χαρὰ ἐν ὅλῳ τῷ κόσμῳ. Διὰ παντὸς εὐλογοῦντες τὸν Κύριον, ὑμνοῦμεν τὴν Ἀνάστασιν αὐτοῦ. Σταυρὸν γὰρ ὑπομείνας δι' ἡμᾶς, θανάτῳ θάνατον ὤλεσεν. | Церковнославянский Воскресе́ние Христо́во ви́девше, поклони́мся Свято́му Го́споду Иису́су, еди́ному безгре́шному. Кресту́ Твоему́ покланя́емся, Христе́, и Свято́е Воскресе́ние Твое́ пое́мъ и сла́вимъ, Ты бо еси́ Богъ нашъ, ра́зве Тебе́ ино́го не зна́емъ, и́мя Твое́ имену́емъ. Прииди́те вси ве́рнии, поклони́мся Свято́му Христо́ву Воскресе́нию, се бо прии́де Кресто́мъ ра́дость всему́ ми́ру. Всегда́ благословя́ще Го́спода, пое́мъ Воскре́сение его́, распя́тие бо претерпе́въ, сме́ртию сме́рть разруши́. | Русский Воскресение Христа увидев, поклонимся Святому Господу Иисусу, единственному безгрешному. Кресту Твоему поклоняемся, Христе, и Святое Воскресение Твоё поём и славим, ибо Ты — Бог наш, кроме Тебя иного не знаем, имя Твоё призываем. Придите, все верные, поклонимся святому Христову Воскресению, ибо вот, пришла через Крест радость всему миру. Всегда благословляя Господа, воспеваем воскресение Его, ибо Он, распятие претерпев, смертию смерть сокрушил. |

## История
Песнопение древнего происхождения и имеет аналог в тексте западной литургии Великой пятницы: «Кресту Твоему покланяемся, Христе, и святое воскресение Твое хвалим и славим, се бо Крестом прииде радость всему миру». Изначально песнь относилась к пасхальному богослужению, но уже в пасхальном иерусалимском «Последовании» IX века это песнопение приводится как воскресная песнь после чтения Евангелия. Песнопение имеет явно иерусалимское происхождение («поклонимся Святому Христову воскресению» — указание на Храм Гроба Господня, частые упоминания о Кресте, хранившемся в храме).
О песни «Воскресение Христово» упоминают литургические памятники студийского периода. Однако в древнейших рукописных студийских уставах она присутствует как песнопение воскресной утрени, но не после евангельского чтения (непосредственно после чтения по Студийскому уставу положен прокимен).
Известны авторские произведения на текст песнопения «Воскресение Христово видевше…»: обиходный вариант А. А. Архангельского, напев П. Г. Чеснокова, оригинальные композиции А. Л. Веделя, А. Т. Гречанинова, С. В. Рахманинова, П. И. Чайковского и другие.

## Богослужебное употребление
Песнопение «Воскресение Христово видевше» употребляется за богослужением:
- пасхальной утрени, по 6-й песни канона;
- ежедневно по чтении Евангелия на утрени — в течение периода от Пасхи до Вознесения включительно;
- по чтении Евангелия на всякой воскресной утрени, кроме утрени Недели Ваий (Вербного воскресенья);
- по чтении Евангелия на утрени Лазаревой субботы;
- по чтении Евангелия на утрени праздника Воздвижения Креста Господня[5].

В Неделю Пасхи, в Пасхальную седмицу и воскресенья от Пасхи до Вознесения песнь поётся трижды. Кроме того, песнопение исполняется также на пасхальных часах и включено в чинопоследование пасхального отпевания.
В греческой практике XVI века песнопение исполнялось певческой братией. Арсений (Суханов) (XVII век) пишет, что в греческих церквях песнопение «говорили на оба лика поделяся по строкам». В современном греческом богослужении «Воскресение Христово видевше…» читает предстоятель (стоящий в хоре игумен или архиерей) или чтец.
В современной богослужебной практике Русской церкви на воскресной и пасхальной утрене по чтении Евангелия песнопение обычно поётся всеми молящимися в храме («народом») — на 6-й глас.